# Orto botanico di Odessa
L'orto botanico di Odessa (in ucraino Одеський ботанічний сад?, Odes'kyj botaničnyj sad) è un orto botanico situato all'interno dell'Università di Odessa. Esso possiede circa 3000 piante ed è diviso in due aree: quella più antica, visitabile solo in presenza di una guida, si trova al n° 87 di Francuz'kyj Bul'var, mentre la più recente si trova al n° 48/50 del medesimo viale.

## Storia e descrizione
L'orto botanico fu istituito nel 1880 nei dintorni dell'Università di Odessa. Inizialmente vi furono introdotte 70 specie di piante che furono esaminate dagli studiosi del Dipartimento di Botanica dell'allora Liceo Richelieu, dopodiché, per volontà di ampliare ulteriormente la collezione, fu costruita una seconda area più grande in un punto dove sorgeva un'antica fattoria.
La principale attrazione dell'orto è la serra delle palme, che contiene diverse piante esotiche secolari provenienti da tutto il mondo, quali cicadee e banani. Inoltre, vi è un'antica fontana restaurata nel 2019.